# Military Police
El Military Police es un equipo de fútbol de Uganda que juega en la Liga Regional de Uganda, la tercera división de fútbol del país.

## Historia
Fue fundado en el año 1990 en la capital Kampala como el equipo representante de la Policía Militar de la capital, por lo que la mayor parte de sus jugadores son parte del cluerpo policial. Luego de cambios en el campeonato en 1998 el club logra el ascenso a la Superliga de Uganda luego de que unieran a los equipos de la primera, segunda y cinco equipos regionales para una temporada de 1999 con 17 equipos.
En el 2000 el club llega a la final de la Copa de Uganda y la pierde ante el SC Villa por 0-1, pero como el Villa clasificó a la Liga de Campeones de la CAF 2001, obtuvieron la clasificación a la Recopa Africana 2001, en donde fueron eliminados en la primera ronda por el Nkana FC de Zambia.
En ese mismo año descendió de la Superliga de Uganda, aunque técnicamente salvaron la categoría al fusionarse con el Nile FC y pasaron a ser el Nile/Military Police para la temporada 2002, pero aun así el club descendió de categoría y la fusión disuelta.

## Rivalidades
Su principal rival es el Simba FC.

## Participación en competiciones de la CAF
| Temporada | Torneo          | Ronda | Club     | Casa | Visita | Global |
| --------- | --------------- | ----- | -------- | ---- | ------ | ------ |
| 2001      | Recopa Africana | 1     | Nkana FC | w.o. | 0-3    | 0-3    |